# Aphanotrigonum fasciella
Aphanotrigonum fasciella är en tvåvingeart som först beskrevs av Zetterstedt 1855.  Aphanotrigonum fasciella ingår i släktet Aphanotrigonum och familjen fritflugor. Inga underarter finns listade i Catalogue of Life.